# Tanyptera (Tanyptera) atrata unilineata
Tanyptera (Tanyptera) atrata unilineata is een ondersoort van de tweevleugelige Tanyptera (Tanyptera) atrata uit de familie langpootmuggen (Tipulidae). De ondersoort komt voor in het Palearctisch gebied.